# Jinotepe
Jinotepe är en stad och kommun (municipio) i departementet Carazo, Nicaragua, med 50 812 invånare i kommunen (2012). Det är departementets huvudstad. Jinotepe lligger nära Managua, Masaya, Granada och Rivas. Jinotepe är känd för att ha de renaste gatorna i Nicaragua. 

## Geografi
Jinotepe gränsar till kommunerna San Marcos och Masatepe i norr,  El Rosario,  Santa Teresa och La Conquista i öster, Stilla havet i söder och till kommunerna Diriamba och  Dolores i väster. Kommunens enda större ort är centralorten Jinotepe med 30 596 invånare (2005). Den ligger i den nordligaste delen av kommunen. Längs stilla havskusten ligger badorterna La Bocana, Huehuete, Playa Hermosa och Tupilapa.

## Historia
Jinotepe är en av de många indiansamhällen som redan existerade vid tiden för spanjorernas erövring av Nicaragua, nämnd i landets första taxeringslängd från 1548. 
Jinotepe blev 1851 upphöjd till rangen av villa och 1883 till ciudad (stad).

## Vänorter
Jinotepe är vänort med Santa Cruz i Kalifornien